# U.S. Virgin Islands Premier League 2018-2019
L'edizione 2018-2019 del campionato delle Isole Vergini Americane è stata, nella storia della competizione, la quindicesima. Per la quinta volta la vittoria è andata all'Helenites, che ha sconfitto in finale gli United We Stand.

## Formula
Da quest'anno la formula cambia. Per la prima volta le squadre della St.Croix Soccer League e della St.Thomas Soccer League hanno affrontato un girone unico da 8 squadre. 

## Classifiche
| P | Squadra         | PT | PG | V | N | S | GF | GS | DR  |
| - | --------------- | -- | -- | - | - | - | -- | -- | --- |
| 1 | Unique          | 23 | 10 | 7 | 2 | 1 | 29 | 14 | +15 |
| 2 | Raymix          | 21 | 10 | 7 | 0 | 3 | 24 | 15 | +9  |
| 3 | Helenites       | 20 | 10 | 6 | 2 | 2 | 32 | 14 | +18 |
| 4 | United We Stand | 19 | 10 | 6 | 1 | 3 | 58 | 20 | +38 |
| 5 | New Vibes       | 15 | 10 | 5 | 0 | 5 | 24 | 18 | +6  |
| 6 | Rovers          | 12 | 10 | 3 | 3 | 4 | 20 | 14 | +6  |
| 7 | Prankton United | 4  | 10 | 1 | 1 | 8 | 16 | 67 | -61 |
| 8 | Laraza          | 1  | 10 | 0 | 1 | 9 | 11 | 52 | -41 |